# Un'ora prima dell'alba
Un'ora prima dell'alba (The Hour Before the Dawn) è un film statunitense del 1944 diretto da Frank Tuttle e basato su un libro di W. Somerset Maugham.